# Numero zero - Alle origini del rap italiano
Numero Zero - Alle origini del rap italiano è un film del 2015 diretto da Enrico Bisi e prodotto da Davide Ferazza della casa di produzione Withstand Film in associazione con Zenit Arti Audiovisive.

## Trama
Il film ripercorre ciò che è stata la golden age hip hop degli anni novanta, di come questa cultura sia sbarcata in Italia, del clima che si respirava all'epoca e di come il rap si sia evoluto nel corso degli anni. Per farlo, si è andati ad intervistare i maggiori rapper dell'epoca.